# Vršalica
Vršalica ili dreš je deo poljoprivredne opreme koja vrše žitarice, odnosno odvaja seme od stabljike. Pre nego što je ova mašina napravljena, vršidba se izvodila ručno pomoću mlatilice, a takva vršidba je bila veoma naporna i dugotrajna. Ovakav vid vršidbe obuhvatao je oko jednu četvrtinu ukupnog poljoprivrednog rada. Mehanizovanje ovog procesa u poljoprivredni otklonilo je značajnu količinu napora u poljoprivredi.
Prvu vršalicu napravio je škotski inzenjer Endru Majkle 1786. godine. Prihvatanje i upotreba ovih mašina bila je jedan od prvih primera mehanizacije poljoprivrede. Tokom 19. veka, upotreba vršalice je poprimila značajnu ulogu i učinila proizvodnju žitarica znatno lakšom.

## Istorija
Prve vršalice pokretane su ručno ili konjskim pogonom. U odnosu na danas, te mašine su bile veoma malih dimenzija. Veličina, kapacitet i oblik same vršalice se vremenom menjao. Bivale su sve veće, efikasnije i polako u upotrebu ulaze vršalice na parni pogon. Ajzaja Dženings, vešt pronalazač, modifikovao je postojeću mašinu tako da je lomljenje stabljike i samog zrna svedeno na minimum. Džon Ejveri i Hajram Ejbijal Pits uvideli su da za poljoprivrednike predstavlja veliki problem to što mašina ne odvaja zrno od pleve, pa je godine 1834. modifikacijom postojeće mašine ovaj problem je rešen.
Džon Rajdli, australijski pronalazač, razvio je 1843. godine vršalicu koja je bila pogodna za upotrebu na podnevlju Južne Australije.
"Od pronalaska ove mašine gospodin Andrew Meiklel i ostali,postepeno uvode niz poboljšanja i inovacija.Svi imaju tendenciju da ubrzaju i pojednostave rad mašine.Kada je bila prvi put upotrebljena,dobro je odvajala zrno od stabljike,ali samo zrno kao celinu.Njenom daljom modifikacijom pronalazači su uspeli da otklone ovaj problem.Sada lako odvajamo zrno od pleve koje je odmah spremno za tržište.Troškovi mlaćenja i čišćenja zrna mehanizovanim putem je znatno jeftinije".

## Vršalica na teritoriji Srbije
Početkom 20. veka u poljoprivredi ovog kraja u upotrebi je gvozdeni plug, sejačice za pšenicu i kukuruz, metalne drljače a vršidba počinje da se obavlja vršaćom mašinom. Samohodna garnitura vršalice sastojala se od Parne mašine (koja se ložila slamom), dreša (vršalice gde se odvajalo seme pšenice) i nešto kasnije dodatog elevatora koji je služio za raznošenje slame. Za upravljanje samom vršalicom potrebna je grupa 12—15 radnika koja se nazivala banda, a njihov šef — gazda. Vršidba se plaćala davanjem 8—12% pšenice, zavisno od toga koliko je rodna godina. Ovo plaćanje u naturi zvalo se ris. Od ubranog risa na kraju vršidbe polovina se delila radnicima, tj. bandi, polovinu je dobijao vlasnik mašine, a on je mašinisti davao 1%. Oni domaćini koji su imali više jutara pšenice dovozili su snopove u svoja dvorišta — gumna, pa je vršalica išla od kuće do kuće i obavljala vršidbu. Uz platu u naturi, radnici su dobijali i doručak, ručak i večeru. Sedamdesetih godina kombajni plako zamenjuju vršalice. Pomoću njih, žetva i vršidba obavljaju se istovremeni i za daleko kraći vremenski period. Vršalice polako nestaju i odlaze u istoriju i zaborav. Savremena mehanizacija u prvo vreme nije bila dostupna svim zemljradnicima, naročito onim sa manjim zemljišnim posedom. Zbog toga je došlo do organizovanja poljoprivrednika u zemljoradničku zadrugu, koja im je davala kredite za nabavku semena, kupovinu oruđa, a mogli su i pozajmljivati poljoprivredne sprave i zajednički obradjivati zemlju.

## Spoljašnje veze
- Threshing Machines: Introduction at the Canada Science and Technology Museum
- Model of threshing machine (језик: дански)